# Philip Goldson
Philip Stanley Wilberforce Goldson (ur. 25 czerwca 1923 w Belize City, zm. 3 października 2001) – belizeński polityk, dziennikarz i działacz niepodległościowy, minister, poseł do Izby Reprezentantów z okręgu Albert w latach 1965−1998.

## Życiorys
Urodził się 25 czerwca 1923 jako syn Petera Edwalda Godsona i Florence Babb. Pracował jako dziennikarz i działał na rzecz niepodległości Hondurasu Brytyjskiego, był jednym z założycieli Zjednoczonej Partii Ludowej w 1949. Przez 33 lata był posłem z okręgu Albert, położonego w południowo-wschodniej części miasta Belize City. Po raz pierwszy objął mandat po wyborach w Hondurasie Brytyjskim w 1965. Początkowo związany z PUP, w latach 70. XX wieku był z kolei założycielem Zjednoczonej Partii Demokratycznej i w niepodległym Belize funkcje parlamentarne pełnił z list tej partii.
14 grudnia 1984 w pierwszych wyborach parlamentarnych zdobył 2180 głosów i został członkiem Izby Reprezentantów niepodległego już państwa. Pokonał przedstawiciela PUP: Rafaela Chaveza stosunkiem głosów: 69,1% do 30,1%.. W kolejnych wyborach, 30 czerwca 1989 zdobył 2393 głosy, pokonał Roya Younga z PUP stosunkiem głosów: 58,1% do 40,1%.. Ostatni raz zdobył mandat poselski w wyborach parlamentarnych 30 czerwca 1993 zdobywając 2701 głosów i ponownie pokonując Roya Younga (56,6% do 43,4%). W kolejnych wyborach nie startował.
Zmarł po długiej chorobie 3 października 2001.

## Upamiętnienie
Jego imieniem nazwano port lotniczy koło Belize City. W 2008 został jednym z 12 Belizeńczyków uznanych za bohaterów narodowych.